# Rodrigo Amarante
Rodrigo Amarante de Castro Neves (ur. 6 września 1976 w Rio de Janeiro) – brazylijski piosenkarz, multiinstrumentalista i okazjonalne aranżer. Był członkiem zespołów Los Hermanos, Orquestra Imperial i Little Joy. W 2014 roku wydał swoją pierwszą płytę solową pt. "Cavalo".
Studiował dziennikarstwo na PUC-Rio, gdzie spotkał Marcelo Camelo, Rodrigo Barba i Bruno Medine. Po kilku próbach z Los Hermanos, został zaproszony do zespołu z którym współpracował w latach 1997-2007.

## Dyskografia
Albumy
- Cavalo (2013)